# 蜂南鰍
蜂南鰍（學名：Schistura crabro）為輻鰭魚綱鯉形目條鰍科南鰍屬的其中一種。分布於亞洲寮國Nam Ngiap流域，本魚上唇中央具一小凹槽，下頷無缺刻，側線完整，在頰上有一個黑色的斑塊，在眼之下,吻尖黃色，身體橘色，有四個寬的深褐色的橫帶, 比間隙寬，體長可達3公分，棲息在河川底中層水域，生活習性不明。

## 扩展阅读
- 維基物種上的相關：蜂南鰍